# Campeonato Sudamericano de Baloncesto Femenino de 2014
El Campeonato Sudamericano Femenino de Baloncesto de 2014 se disputó entre el 14 y el 18 de agosto en el Coliseo Cerrado de Ambato, Ecuador. El torneo otorgó cuatro cupos para el Campeonato FIBA Américas Femenino de 2015 y tres cupos para los Juegos Panamericanos de 2015.

## Sistema de competición
Las ocho selecciones participantes estarán divididas en dos grupos (A y B). Los mejores dos equipos de cada grupo clasificarán a una semifinal donde el primer lugar del Grupo A jugará contra el segundo clasificado del Grupo B y viceversa. Los ganadores de la semifinal avanzarán a la Final.
El sorteo de los grupos se realizó en las oficinas de FIBA Américas en San Juan de Puerto Rico, quedando de la siguiente manera:
| Grupo A   | Grupo B   |
| --------- | --------- |
| Argentina | Brasil    |
| Chile     | Venezuela |
| Paraguay  | Uruguay   |
| Perú      | Ecuador   |

## Fase de grupos

### Grupo A
|   | Equipo    | Pts | J | G | P | PF  | PC  | Dif |
| - | --------- | --- | - | - | - | --- | --- | --- |
| 1 | Argentina | 6   | 3 | 3 | 0 | 234 | 163 | 81  |
| 2 | Chile     | 5   | 3 | 2 | 1 | 227 | 210 | 17  |
| 3 | Paraguay  | 4   | 3 | 1 | 2 | 267 | 252 | 15  |
| 4 | Perú      | 3   | 3 | 0 | 3 | 146 | 230 | -84 |

| 14 de agosto, 13:30                  | Chile                                | 76 - 56                              | Perú                                                                              |  |
| Reporte                              |                                      |                                      |                                                                                   |  |
| Parciales: 17-20, 17-1, 24-19, 18-16 | Parciales: 17-20, 17-1, 24-19, 18-16 | Parciales: 17-20, 17-1, 24-19, 18-16 | Coliseo Cerrado, Ambato Árbitro(s): Flavio Zavala Richard Pereira Dayana Oliveros |  |
| Ziomara Morrison 21                  | Pts                                  | 14 María Plasencia                   | Coliseo Cerrado, Ambato Árbitro(s): Flavio Zavala Richard Pereira Dayana Oliveros |  |
| Ziomara Morrison 13                  | Rebs                                 | 6 María Plasencia                    | Coliseo Cerrado, Ambato Árbitro(s): Flavio Zavala Richard Pereira Dayana Oliveros |  |
| Bárbara Cousiño 2                    | Asists                               | 1 Fiorella Debenedetti               | Coliseo Cerrado, Ambato Árbitro(s): Flavio Zavala Richard Pereira Dayana Oliveros |  |

| 14 de agosto, 18:00                 | Argentina                           | 77 - 45                             | Paraguay                                                                          |  |
| Reporte                             |                                     |                                     |                                                                                   |  |
| Parciales: 14-9, 16-7, 25-14, 22-15 | Parciales: 14-9, 16-7, 25-14, 22-15 | Parciales: 14-9, 16-7, 25-14, 22-15 | Coliseo Cerrado, Ambato Árbitro(s): Fernando Oliveira Humberto Muñoz Carol García |  |
| Gisela Vega 20                      | Pts                                 | 10 Marta Peralta                    | Coliseo Cerrado, Ambato Árbitro(s): Fernando Oliveira Humberto Muñoz Carol García |  |
| Gisela Vega 19                      | Rebs                                | 4 María Caraves                     | Coliseo Cerrado, Ambato Árbitro(s): Fernando Oliveira Humberto Muñoz Carol García |  |
| Melisa Gretter 8                    | Asists                              | 2 Andrea Gómez                      | Coliseo Cerrado, Ambato Árbitro(s): Fernando Oliveira Humberto Muñoz Carol García |  |

| 15 de agosto, 13:30                   | Paraguay                              | 80 - 91                               | Chile                                                                               |  |
| Reporte                               |                                       |                                       |                                                                                     |  |
| Parciales: 25-23, 18-18, 13-25, 24-25 | Parciales: 25-23, 18-18, 13-25, 24-25 | Parciales: 25-23, 18-18, 13-25, 24-25 | Coliseo Cerrado, Ambato Árbitro(s): Fernando Oliveira Richard Pereira Flavio Zavala |  |
| María Mercado 21                      | Pts                                   | 28 Ziomara Morrison                   | Coliseo Cerrado, Ambato Árbitro(s): Fernando Oliveira Richard Pereira Flavio Zavala |  |
| María Caraves 5                       | Rebs                                  | 18 Ziomara Morrison                   | Coliseo Cerrado, Ambato Árbitro(s): Fernando Oliveira Richard Pereira Flavio Zavala |  |
| María Caraves 4                       | Asists                                | 4 Paula Carrasco                      | Coliseo Cerrado, Ambato Árbitro(s): Fernando Oliveira Richard Pereira Flavio Zavala |  |

| 15 de agosto, 15:45                  | Perú                                 | 48 - 83                              | Argentina                                                                       |  |
| Reporte                              |                                      |                                      |                                                                                 |  |
| Parciales: 17-11, 4-29, 15-17, 12-26 | Parciales: 17-11, 4-29, 15-17, 12-26 | Parciales: 17-11, 4-29, 15-17, 12-26 | Coliseo Cerrado, Ambato Árbitro(s): Humberto Muñoz Dayana Oliveros Carol García |  |
| María Plasencia 11                   | Pts                                  | 16 Gisela Vega                       | Coliseo Cerrado, Ambato Árbitro(s): Humberto Muñoz Dayana Oliveros Carol García |  |
| Fiorella Debenedetti 3               | Rebs                                 | 12 Gisela Vega                       | Coliseo Cerrado, Ambato Árbitro(s): Humberto Muñoz Dayana Oliveros Carol García |  |
| María Plasencia 2                    | Asists                               | 5 Sandra Pavón                       | Coliseo Cerrado, Ambato Árbitro(s): Humberto Muñoz Dayana Oliveros Carol García |  |

| 16 de agosto, 13:30                | Perú                               | 42 - 71                            | Paraguay                                                                        |  |
| Reporte                            |                                    |                                    |                                                                                 |  |
| Parciales: 6-19, 12-9, 7-19, 17-24 | Parciales: 6-19, 12-9, 7-19, 17-24 | Parciales: 6-19, 12-9, 7-19, 17-24 | Coliseo Cerrado, Ambato Árbitro(s): Humberto Muñoz Dayana Oliveros Carol García |  |
| María Plasencia 9                  | Pts                                | 18 Claudia Aponte                  | Coliseo Cerrado, Ambato Árbitro(s): Humberto Muñoz Dayana Oliveros Carol García |  |
| Ximena Guerrero 7                  | Rebs                               | 10 Ilda Peña                       | Coliseo Cerrado, Ambato Árbitro(s): Humberto Muñoz Dayana Oliveros Carol García |  |
| María Plasencia 4                  | Asists                             | 6 Johanna Ghiringhelli             | Coliseo Cerrado, Ambato Árbitro(s): Humberto Muñoz Dayana Oliveros Carol García |  |

| 16 de agosto, 18:00                   | Argentina                             | 74 - 60                               | Chile                                                                             |  |
| Reporte                               |                                       |                                       |                                                                                   |  |
| Parciales: 17-13, 24-18, 16-15, 17-14 | Parciales: 17-13, 24-18, 16-15, 17-14 | Parciales: 17-13, 24-18, 16-15, 17-14 | Coliseo Cerrado, Ambato Árbitro(s): Fernando Zavala Flavio Zavala Richard Pereira |  |
| Stephany Thomas 17                    | Pts                                   | 30 Ziomara Morrison                   | Coliseo Cerrado, Ambato Árbitro(s): Fernando Zavala Flavio Zavala Richard Pereira |  |
| Andrea Boquete 7                      | Rebs                                  | 18 Ziomara Morrison                   | Coliseo Cerrado, Ambato Árbitro(s): Fernando Zavala Flavio Zavala Richard Pereira |  |
| Sandra Pavón 5                        | Asists                                | 3 Jenifer Fuentes                     | Coliseo Cerrado, Ambato Árbitro(s): Fernando Zavala Flavio Zavala Richard Pereira |  |

### Grupo B
|   | Equipo    | Pts | J | G | P | PF  | PC  | Dif  |
| - | --------- | --- | - | - | - | --- | --- | ---- |
| 1 | Brasil    | 6   | 3 | 3 | 0 | 251 | 144 | 107  |
| 2 | Venezuela | 5   | 3 | 2 | 1 | 197 | 183 | 14   |
| 3 | Ecuador   | 4   | 3 | 1 | 2 | 184 | 187 | -3   |
| 4 | Uruguay   | 3   | 3 | 0 | 3 | 121 | 246 | -125 |

| 14 de agosto, 15:45                  | Brasil                               | 84 - 65                              | Venezuela                                                                       |  |
| Reporte                              |                                      |                                      |                                                                                 |  |
| Parciales: 30-8, 15-28, 26-13, 13-16 | Parciales: 30-8, 15-28, 26-13, 13-16 | Parciales: 30-8, 15-28, 26-13, 13-16 | Coliseo Cerrado, Ambato Árbitro(s): Álvaro Torres Pablo Oyarzun Tessy Amasifuen |  |
| Jaqueline Silvestre 21               | Pts                                  | 20 Daniela Wallen                    | Coliseo Cerrado, Ambato Árbitro(s): Álvaro Torres Pablo Oyarzun Tessy Amasifuen |  |
| Clarissa Dos Santos 4                | Rebs                                 | 7 Waleska Pérez                      | Coliseo Cerrado, Ambato Árbitro(s): Álvaro Torres Pablo Oyarzun Tessy Amasifuen |  |
| Taina da Paixao 5                    | Asists                               | 4 Waleska Pérez                      | Coliseo Cerrado, Ambato Árbitro(s): Álvaro Torres Pablo Oyarzun Tessy Amasifuen |  |

| 14 de agosto, 20:15                 | Ecuador                             | 79 - 48                             | Uruguay                                                                |  |
| Reporte                             |                                     |                                     |                                                                        |  |
| Parciales: 22-9, 20-16, 23-5, 14-18 | Parciales: 22-9, 20-16, 23-5, 14-18 | Parciales: 22-9, 20-16, 23-5, 14-18 | Coliseo Cerrado, Ambato Árbitro(s): Jose Juyo Dora Rodríguez Jose Diez |  |
| Dayanna Salcedo 21                  | Pts                                 | 17 Victoria Pereyra                 | Coliseo Cerrado, Ambato Árbitro(s): Jose Juyo Dora Rodríguez Jose Diez |  |
| María Mora 8                        | Rebs                                | 6 María Guadalupe                   | Coliseo Cerrado, Ambato Árbitro(s): Jose Juyo Dora Rodríguez Jose Diez |  |
| Anabel Barahona 2                   | Asists                              | 2 Victoria Pereyra                  | Coliseo Cerrado, Ambato Árbitro(s): Jose Juyo Dora Rodríguez Jose Diez |  |

| 15 de agosto, 18:00                | Uruguay                            | 30 - 95                            | Brasil                                                                       |  |
| Reporte                            |                                    |                                    |                                                                              |  |
| Parciales: 4-23, 7-28, 9-26, 10-18 | Parciales: 4-23, 7-28, 9-26, 10-18 | Parciales: 4-23, 7-28, 9-26, 10-18 | Coliseo Cerrado, Ambato Árbitro(s): Dora Rodríguez Jose Diez Tessy Amasifuen |  |
| Victoria Pereyra 10                | Pts                                | 10 Patricia Ribeiro                | Coliseo Cerrado, Ambato Árbitro(s): Dora Rodríguez Jose Diez Tessy Amasifuen |  |
| Rene Dall 6                        | Rebs                               | 9 Clarissa Dos Santos              | Coliseo Cerrado, Ambato Árbitro(s): Dora Rodríguez Jose Diez Tessy Amasifuen |  |
| María Guadalupe 1                  | Asists                             | 4 Taina da Paixao                  | Coliseo Cerrado, Ambato Árbitro(s): Dora Rodríguez Jose Diez Tessy Amasifuen |  |

| 15 de agosto, 20:45                  | Venezuela                            | 60 - 56                              | Ecuador                                                                   |  |
| Reporte                              |                                      |                                      |                                                                           |  |
| Parciales: 16-8, 16-18, 13-19, 15-11 | Parciales: 16-8, 16-18, 13-19, 15-11 | Parciales: 16-8, 16-18, 13-19, 15-11 | Coliseo Cerrado, Ambato Árbitro(s): Álvaro Torres Jose Juyo Pablo Oyarsun |  |
| Waleska Pérez 17                     | Pts                                  | 13 Rossana Pazmiño                   | Coliseo Cerrado, Ambato Árbitro(s): Álvaro Torres Jose Juyo Pablo Oyarsun |  |
| Daniela Wallen 9                     | Rebs                                 | 12 Dayanna Salcedo                   | Coliseo Cerrado, Ambato Árbitro(s): Álvaro Torres Jose Juyo Pablo Oyarsun |  |
| Ivaney Márquez 3                     | Asists                               | 4 Dayanna Salcedo                    | Coliseo Cerrado, Ambato Árbitro(s): Álvaro Torres Jose Juyo Pablo Oyarsun |  |

| 16 de agosto, 15:45                  | Uruguay                              | 43 - 72                              | Venezuela                                                                   |  |
| Reporte                              |                                      |                                      |                                                                             |  |
| Parciales: 11-15, 8-26, 14-13, 10-18 | Parciales: 11-15, 8-26, 14-13, 10-18 | Parciales: 11-15, 8-26, 14-13, 10-18 | Coliseo Cerrado, Ambato Árbitro(s): Jose Juyo Pablo Oyarzun Tessy Amasifuen |  |
| María Pereyra 12                     | Pts                                  | 21 Daniela Wallen                    | Coliseo Cerrado, Ambato Árbitro(s): Jose Juyo Pablo Oyarzun Tessy Amasifuen |  |
| Florencia Tarlovsky 9                | Rebs                                 | 15 Daniela Wallen                    | Coliseo Cerrado, Ambato Árbitro(s): Jose Juyo Pablo Oyarzun Tessy Amasifuen |  |
| Fiorella Varela 2                    | Asists                               | 3 Waleska Perez                      | Coliseo Cerrado, Ambato Árbitro(s): Jose Juyo Pablo Oyarzun Tessy Amasifuen |  |

| 16 de agosto, 20:15                 | Ecuador                             | 49 - 72                             | Brasil                                                                     |  |
| Reporte                             |                                     |                                     |                                                                            |  |
| Parciales: 18-33, 14-7, 5-11, 12-21 | Parciales: 18-33, 14-7, 5-11, 12-21 | Parciales: 18-33, 14-7, 5-11, 12-21 | Coliseo Cerrado, Ambato Árbitro(s): Dora Rodríguez Álvaro Torres José Diez |  |
| Dayanna Salcedo 44                  | Pts                                 | 51 Clarissa Dos Santos              | Coliseo Cerrado, Ambato Árbitro(s): Dora Rodríguez Álvaro Torres José Diez |  |
| María Mora 21                       | Rebs                                | 39 Clarissa Dos Santos              | Coliseo Cerrado, Ambato Árbitro(s): Dora Rodríguez Álvaro Torres José Diez |  |
| Dayanna Salcedo 9                   | Asists                              | 11 Taina da Paixao                  | Coliseo Cerrado, Ambato Árbitro(s): Dora Rodríguez Álvaro Torres José Diez |  |

## Partidos de reclasificación
|  | Reclasificación      | Reclasificación      |    |                      | 5º puesto            | 5º puesto |  |
|  |                      |                      |    |                      |                      |           |  |
|  |                      |                      |    |                      |                      |           |  |
|  | Ambato, 17 de agosto |                      |    |                      |                      |           |  |
|  | Paraguay             | 77                   |    |                      |                      |           |  |
|  | Uruguay              | 59                   |    |                      |                      |           |  |
|  |                      |                      |    |                      |                      |           |  |
|  |                      |                      |    |                      | Ambato, 18 de agosto |           |  |
|  |                      |                      |    |                      | Paraguay             | 68        |  |
|  |                      | Ecuador              | 71 |                      |                      |           |  |
|  |                      |                      |    |                      |                      |           |  |
|  |                      |                      |    |                      |                      |           |  |
|  |                      |                      |    |                      | 7º puesto            |           |  |
|  | Ambato, 17 de agosto | Ambato, 17 de agosto |    | Ambato, 18 de agosto | Ambato, 18 de agosto |           |  |
|  | Ecuador              | 80                   |    | Uruguay              | 70                   |           |  |
|  | Perú                 | 54                   |    |                      | Perú                 | 57        |  |

### Primera ronda
| 17 de agosto, 13:30                  | Paraguay                             | 77 - 59                              | Uruguay                                                                              |  |
| Reporte                              |                                      |                                      |                                                                                      |  |
| Parciales: 12-15, 25-9, 29-19, 11-16 | Parciales: 12-15, 25-9, 29-19, 11-16 | Parciales: 12-15, 25-9, 29-19, 11-16 | Coliseo Cerrado, Ambato Árbitro(s): Fernando Oliviera Dora Rodríguez Tessy Amasifuen |  |
| María Mercado 18                     | Pts                                  | 19 Fiorella Martinelli               | Coliseo Cerrado, Ambato Árbitro(s): Fernando Oliviera Dora Rodríguez Tessy Amasifuen |  |
| Ilda Peña 13                         | Rebs                                 | 5 Victoria Pereyra                   | Coliseo Cerrado, Ambato Árbitro(s): Fernando Oliviera Dora Rodríguez Tessy Amasifuen |  |
| Johanna Ghiringhelli 2               | Asists                               | 3 Sabina Bello                       | Coliseo Cerrado, Ambato Árbitro(s): Fernando Oliviera Dora Rodríguez Tessy Amasifuen |  |

| 17 de agosto, 15:45                   | Ecuador                               | 80 - 54                               | Perú                                                                           |  |
| Reporte                               |                                       |                                       |                                                                                |  |
| Parciales: 18-12, 20-16, 24-14, 18-12 | Parciales: 18-12, 20-16, 24-14, 18-12 | Parciales: 18-12, 20-16, 24-14, 18-12 | Coliseo Cerrado, Ambato Árbitro(s): Dayana Oliveros Pablo Oyarzun Carol García |  |
| Dayanna Salcedo 17                    | Pts                                   | 16 María Plasencia                    | Coliseo Cerrado, Ambato Árbitro(s): Dayana Oliveros Pablo Oyarzun Carol García |  |
| Tatiana Patiño 8                      | Rebs                                  | 6 Fiorella Debenedetti                | Coliseo Cerrado, Ambato Árbitro(s): Dayana Oliveros Pablo Oyarzun Carol García |  |
| Doris Lasso 2                         | Asists                                | 2 Ana Farfán                          | Coliseo Cerrado, Ambato Árbitro(s): Dayana Oliveros Pablo Oyarzun Carol García |  |

### Partido por el séptimo puesto
| 18 de agosto, 13:30                   | Uruguay                               | 70 - 57                               | Perú                                                                     |  |
| Reporte                               |                                       |                                       |                                                                          |  |
| Parciales: 16-12, 14-16, 12-11, 28-18 | Parciales: 16-12, 14-16, 12-11, 28-18 | Parciales: 16-12, 14-16, 12-11, 28-18 | Coliseo Cerrado, Ambato Árbitro(s): Flavio Zavala José Diez Carol García |  |
| Sabina Bello 14                       | Pts                                   | 19 María Plasencia                    | Coliseo Cerrado, Ambato Árbitro(s): Flavio Zavala José Diez Carol García |  |
| Victoria Pereyra 8                    | Rebs                                  | 15 Ximena Vega                        | Coliseo Cerrado, Ambato Árbitro(s): Flavio Zavala José Diez Carol García |  |
| Victoria Pereyra 5                    | Asists                                | 2 María Plasencia                     | Coliseo Cerrado, Ambato Árbitro(s): Flavio Zavala José Diez Carol García |  |

### Partido por el quinto puesto
| 18 de agosto, 15:45                            | Paraguay                                       | 68 - 71                                        | Ecuador                                                                           |  |
| Reporte                                        |                                                |                                                |                                                                                   |  |
| Parciales: 19-14, 12-21, 19-17, 11-9; TE: 7-10 | Parciales: 19-14, 12-21, 19-17, 11-9; TE: 7-10 | Parciales: 19-14, 12-21, 19-17, 11-9; TE: 7-10 | Coliseo Cerrado, Ambato Árbitro(s): Pablo Oyarzun Dayana Oliveros Tessy Amasifuen |  |
| María Caraves 14                               | Pts                                            | 23 Dayanna Salcedo                             | Coliseo Cerrado, Ambato Árbitro(s): Pablo Oyarzun Dayana Oliveros Tessy Amasifuen |  |
| María Mercado 7                                | Rebs                                           | 10 Dayanna Salcedo                             | Coliseo Cerrado, Ambato Árbitro(s): Pablo Oyarzun Dayana Oliveros Tessy Amasifuen |  |
| María Mercado 3                                | Asists                                         | 4 Leyda Macías                                 | Coliseo Cerrado, Ambato Árbitro(s): Pablo Oyarzun Dayana Oliveros Tessy Amasifuen |  |

## Fase final
|  | Semifinales          | Semifinales          |    |                      | Final                | Final |  |
|  |                      |                      |    |                      |                      |       |  |
|  |                      |                      |    |                      |                      |       |  |
|  | Ambato, 17 de agosto |                      |    |                      |                      |       |  |
|  | Argentina            | 75                   |    |                      |                      |       |  |
|  | Venezuela            | 54                   |    |                      |                      |       |  |
|  |                      |                      |    |                      |                      |       |  |
|  |                      |                      |    |                      | Ambato, 18 de agosto |       |  |
|  |                      |                      |    |                      | Argentina            | 47    |  |
|  |                      | Brasil               | 59 |                      |                      |       |  |
|  |                      |                      |    |                      |                      |       |  |
|  |                      |                      |    |                      |                      |       |  |
|  |                      |                      |    |                      | Tercer lugar         |       |  |
|  | Ambato, 17 de agosto | Ambato, 17 de agosto |    | Ambato, 18 de agosto | Ambato, 18 de agosto |       |  |
|  | Brasil               | 91                   |    | Venezuela            | 72                   |       |  |
|  | Chile                | 58                   |    |                      | Chile                | 54    |  |

### Semifinales
| 17 de agosto, 18:00                 | Argentina                           | 75 - 54                             | Venezuela                                                                    |  |
| Reporte                             |                                     |                                     |                                                                              |  |
| Parciales: 24-17, 6-19, 21-13, 24-5 | Parciales: 24-17, 6-19, 21-13, 24-5 | Parciales: 24-17, 6-19, 21-13, 24-5 | Coliseo Cerrado, Ambato Árbitro(s): Richard Pereira Humberto Muñoz José Diez |  |
| Andrea Boquete 29                   | Pts                                 | 17 Daniela Wallen                   | Coliseo Cerrado, Ambato Árbitro(s): Richard Pereira Humberto Muñoz José Diez |  |
| Agostina Burani 7                   | Rebs                                | 7 Daniela Wallen                    | Coliseo Cerrado, Ambato Árbitro(s): Richard Pereira Humberto Muñoz José Diez |  |
| Macarena Rosset 5                   | Asists                              | 4 Waleska Pérez                     | Coliseo Cerrado, Ambato Árbitro(s): Richard Pereira Humberto Muñoz José Diez |  |

| 17 de agosto, 20:15                   | Brasil                                | 91 - 58                               | Chile                                                                     |  |
| Reporte                               |                                       |                                       |                                                                           |  |
| Parciales: 22-11, 16-18, 28-15, 25-14 | Parciales: 22-11, 16-18, 28-15, 25-14 | Parciales: 22-11, 16-18, 28-15, 25-14 | Coliseo Cerrado, Ambato Árbitro(s): Álvaro Torres Jose Juyo Flavio Zavala |  |
| Clarissa Dos Santos 17                | Pts                                   | 23 Ziomara Morrison                   | Coliseo Cerrado, Ambato Árbitro(s): Álvaro Torres Jose Juyo Flavio Zavala |  |
| Clarissa Dos Santos 12                | Rebs                                  | 11 Ziomara Morrison                   | Coliseo Cerrado, Ambato Árbitro(s): Álvaro Torres Jose Juyo Flavio Zavala |  |
| Clarissa Dos Santos 4                 | Asists                                | 6 Paula Carrasco                      | Coliseo Cerrado, Ambato Árbitro(s): Álvaro Torres Jose Juyo Flavio Zavala |  |

### Partido por el tercer puesto
| 18 de agosto, 18:00                 | Venezuela                           | 72 - 54                             | Chile                                                                          |  |
| Reporte                             |                                     |                                     |                                                                                |  |
| Parciales: 15-17, 13-9, 18-9, 26-19 | Parciales: 15-17, 13-9, 18-9, 26-19 | Parciales: 15-17, 13-9, 18-9, 26-19 | Coliseo Cerrado, Ambato Árbitro(s): Fernando Oliviera Dora Rodríguez José Juyo |  |
| Yosimar Corrales 26                 | Pts                                 | 36 Ziomara Morrison                 | Coliseo Cerrado, Ambato Árbitro(s): Fernando Oliviera Dora Rodríguez José Juyo |  |
| Waleska Pérez 8                     | Rebs                                | 13 Ziomara Morrison                 | Coliseo Cerrado, Ambato Árbitro(s): Fernando Oliviera Dora Rodríguez José Juyo |  |
| Ivaney Márquez 4                    | Asists                              | 3 Bárbara Cousiño                   | Coliseo Cerrado, Ambato Árbitro(s): Fernando Oliviera Dora Rodríguez José Juyo |  |

### Final
| 18 de agosto, 20:45                  | Argentina                            | 47 - 59                              | Brasil                                                                           |  |
| Reporte                              |                                      |                                      |                                                                                  |  |
| Parciales: 14-14, 13-14, 13-14, 7-17 | Parciales: 14-14, 13-14, 13-14, 7-17 | Parciales: 14-14, 13-14, 13-14, 7-17 | Coliseo Cerrado, Ambato Árbitro(s): Richard Pereira Humberto Muñoz Álvaro Torres |  |
| Melisa Gretter 16                    | Pts                                  | 15 Jaqueline Silvestre               | Coliseo Cerrado, Ambato Árbitro(s): Richard Pereira Humberto Muñoz Álvaro Torres |  |
| Melisa Gretter 9                     | Rebs                                 | 18 Clarissa Dos Santos               | Coliseo Cerrado, Ambato Árbitro(s): Richard Pereira Humberto Muñoz Álvaro Torres |  |
| Melisa Gretter 5                     | Asists                               | 5 Taina da Paixao                    | Coliseo Cerrado, Ambato Árbitro(s): Richard Pereira Humberto Muñoz Álvaro Torres |  |

|                        |
| Brasil                 |
| Campeón Brasil         |
| Vigésimo quinto título |

## Estadísticas

### Tabla general
|                   | Equipo    | Pts | J | Gl | P | PF  | PC  | Dif  |
| ----------------- | --------- | --- | - | -- | - | --- | --- | ---- |
| Medalla de oro    | Brasil    | 10  | 5 | 5  | 0 | 401 | 249 | 152  |
| Medalla de plata  | Argentina | 9   | 5 | 4  | 1 | 356 | 276 | 80   |
| Medalla de bronce | Venezuela | 8   | 5 | 3  | 2 | 323 | 312 | 11   |
| 4                 | Chile     | 7   | 5 | 2  | 3 | 339 | 373 | -34  |
|                   |           |     |   |    |   |     |     |      |
| 5                 | Ecuador   | 8   | 5 | 3  | 2 | 335 | 309 | 26   |
| 6                 | Paraguay  | 7   | 5 | 2  | 3 | 412 | 397 | 15   |
| 7                 | Uruguay   | 6   | 5 | 1  | 4 | 250 | 380 | -130 |
| 8                 | Perú      | 5   | 5 | 0  | 5 | 257 | 380 | -123 |

### Líderes
|   | Jugador             | J | Pts | Prom |
| - | ------------------- | - | --- | ---- |
| 1 | Ziomara Morrison    | 5 | 138 | 27,6 |
| 2 | Dayanna Salcedo     | 5 | 84  | 16,8 |
| 3 | Clarissa Dos Santos | 5 | 79  | 15,8 |
| 4 | Daniela Wallen      | 5 | 78  | 15,6 |
| 5 | Andrea Boquete      | 5 | 74  | 14,8 |

|   | Jugador             | J | Def | Ofe | Tot | Prom |
| - | ------------------- | - | --- | --- | --- | ---- |
| 1 | Ziomara Morrison    | 5 | 53  | 20  | 73  | 14,6 |
| 2 | Clarissa Dos Santos | 5 | 45  | 24  | 69  | 13,8 |
| 3 | Karina Da Silva     | 5 | 32  | 10  | 42  | 8,4  |
| 4 | Daniela Wallen      | 5 | 23  | 18  | 41  | 8,2  |
| 5 | Ilda Peña Valdez    | 5 | 28  | 7   | 35  | 7    |

|   | Jugador         | J | Asis | Prom |
| - | --------------- | - | ---- | ---- |
| 1 | Melisa Gretter  | 5 | 22   | 4,4  |
| 2 | Taina da Paixao | 5 | 18   | 3,6  |
| 3 | Waleska Pérez   | 5 | 17   | 3,4  |
| 4 | Paula Carrasco  | 5 | 13   | 2,6  |
| 5 | Macarena Rosset | 5 | 13   | 2,6  |

Lista completa en FIBA Américas Archivado el 9 de agosto de 2014 en Wayback Machine..